# ويليام لو (صحفي)
ويليام لو (بالإنجليزية: William Law)‏ هو صحفي أمريكي، ولد في 8 سبتمبر 1809 في مقاطعة تيرون في المملكة المتحدة، وتوفي في 5 أغسطس 1892 في شولسبورغ في الولايات المتحدة.